# Kanton Saint-Pol-sur-Ternoise
Saint-Pol-sur-Ternoise is een kanton van het Franse departement Pas-de-Calais. Het kanton maakt deel uit van het arrondissement Arras.
In 2015 werd het kanton uitgebreid van 42 gemeenten naar 87. Hierbij werd het hele kanton Heuchin geannexeerd, ook werden er 4 gemeenten uit het kanton Aubigny-en-Artois en  9 gemeenten uit het Auxi-le-Château geannexeerd.

## Gemeenten
Het kanton Saint-Pol-sur-Ternoise omvat de volgende gemeenten:
- Anvin
- Aubrometz
- Aumerval
- Averdoingt
- Bailleul-lès-Pernes
- Beauvois
- Bergueneuse
- Bermicourt
- Blangerval-Blangermont
- Bonnières
- Boubers-sur-Canche
- Bouret-sur-Canche
- Bours
- Boyaval
- Brias (Nederlands: Briast)
- Buneville
- Canteleux
- Conchy-sur-Canche
- Conteville-en-Ternois
- Croisette
- Croix-en-Ternois
- Écoivres
- Eps

- Équirre
- Érin
- Fiefs
- Flers
- Fleury
- Floringhem
- Fontaine-lès-Boulans
- Fontaine-lès-Hermans
- Fortel-en-Artois
- Foufflin-Ricametz
- Framecourt
- Frévent
- Gauchin-Verloingt
- Gouy-en-Ternois
- Guinecourt
- Hautecloque
- Héricourt
- Herlincourt
- Herlin-le-Sec
- Hernicourt
- Hestrus
- Heuchin

- Huclier
- Humerœuille
- Humières
- Ligny-sur-Canche
- Ligny-Saint-Flochel
- Linzeux
- Lisbourg
- Maisnil
- Marest
- Marquay
- Moncheaux-lès-Frévent
- Monchel-sur-Canche
- Monchy-Breton
- Monchy-Cayeux
- Monts-en-Ternois
- Nédon
- Nédonchel
- Neuville-au-Cornet
- Nuncq-Hautecôte
- Œuf-en-Ternois
- Ostreville
- Pernes

- Pierremont
- Prédefin
- Pressy
- Ramecourt
- Roëllecourt
- Sachin
- Sains-lès-Pernes
- Saint-Michel-sur-Ternoise
- Saint-Pol-sur-Ternoise (hoofdplaats)
- Séricourt
- Sibiville
- Siracourt
- Tangry
- Teneur
- Ternas (Ternast)
- La Thieuloye
- Tilly-Capelle
- Troisvaux
- Vacquerie-le-Boucq
- Valhuon
- Wavrans-sur-Ternoise